# دينيل ديناميك سيكير
دينيل ديناميك سيكير هي طائرة بدون طيار (UAV)، والمصنعة في جنوب أفريقيا من قبل دينيل ديناميكس (سابقا Kentron ). تم تصميم هذا النظام للقيام بمهام الاستطلاع التكتيكي في الوقت الحقيقي، ويمكن إجراء ذلك ليلا ونهارا ومراقبة جميع أنواع بيئات التهديد.

## المستخدمين
الجزائر

## وصلات خارجية
- الكتيب الرسمي للشركة الصانعة (Seeker 200 UAS)
- الكتيب الرسمي للشركة الصانعة (Seeker 400 UAS)